# Brguljski zaljev - o. Molat
Brguljski zaljev - o. Molat este o arie protejată (sit de importanță comunitară — SCI) din Croația întinsă pe o suprafață de 512,45 ha, integral marine.

## Localizare
Centrul sitului Brguljski zaljev - o. Molat este situat la coordonatele 44°13′00″N 14°50′17″E / 44.216646°N 14.838026°E.

## Înființare
Situl Brguljski zaljev - o. Molat a fost declarat sit de importanță comunitară în iulie 2013 pentru a proteja un număr necunoscut de specii din flora spontană și fauna sălbatică aflate în arealul zonei.

## Biodiversitate
Situată în ecoregiunea marină mediteraneană, aria protejată conține 2 habitate naturale: Straturi cu Posidonia (Posidonion oceanicae), Golfuri mici largi și golfuri puțin adânci.
La baza desemnării sitului se află un număr nedeclarat de specii protejate.